# فرشتگان نابودگر
فرشتگان نابودگر (فرانسوی: Les Anges Exterminateurs‎) یک فیلم فرانسوی به کارگردانی ژان-کلود بریسو است که در سال ۲۰۰۶ منتشر شد.
این فیلم در جشنواره کن ۲۰۰۷ به‌نمایش درآمد.